# Polsko-sovětská válka
Polsko-sovětská válka (polsky wojna polsko-bolszewicka; též polsko-ruská válka, únor 1919 – březen 1921) představovala střetnutí mezi sovětským Ruskem a po první světové válce obnoveným Polskem. Poláci v čele s Józefem Pilsudským plánovali vojenskou expanzí do národnostně smíšených oblastí Kresů obnovit hranice Polsko-litevské unie z roku 1721 na úkor běloruského, ukrajinského a ruského obyvatelstva. Polsko využilo chaotické situace, jež byla důsledkem stále trvající občanské války v Rusku, a ve válce zvítězilo. Výsledek polského vítězství se pak zachoval do začátku druhé světové války a německo-sovětské okupace roku 1939. 

## Situace na přelomu 1918–1919
Rusko-polská válka byl konflikt dvou nově utvořených států – sovětského Ruska, které vzniklo Velkou říjnovou revolucí roku 1917, a Polska, které vyhlásilo nezávislost teprve na konci roku 1918. Obě strany vstupovaly do konfliktu s rozdílnými cíli. Sověti viděli v Polsku jakýsi most k vyspělým evropským národům, most, který je nutno v zájmu celosvětového rozšíření revoluce překročit. Sovětský útok západním směrem, přes území Polska, byl veden snahou rozšířit komunistickou revoluci v Evropě. V té době probíhaly komunistické revoluce v Německu a v Maďarsku a Sověti se těmto revolucím snažili pomoci. Situace v Evropě zničené I. světovou válkou byla těsně po válce pro komunistické hnutí velmi příznivá a sovětské vedení toho chtělo využít. Polsko vedené Józefem Piłsudským naopak chtělo získat oblasti bývalé Polsko-litevské unie a zároveň si zajistit co nejlepší pozici v případném boji o polskou nezávislost.
Zpočátku bránila snahám o ovládnutí širokého pásu polsko-ruského pohraničí, který se táhl od Litvy až po Rumunsko, přítomnost německých sil sdružených pod hlavičkou Oberkommanda-Ostfront, vedených generálem Maxem Hoffmannem. To se však v prosinci 1918 začalo stahovat zpět do Pruska, a nechalo tak oběma soupeřícím stranám volný prostor.

## Rok 1919
První krok učinili Poláci,[zdroj⁠?!] zatímco Rusové byli zaneprázdnění stále probíhající ruskou občanskou válkou, jež skončila až v roce 1922. Poláci obsadili Litvu, většinu Běloruska, Západní Ukrajinu. Na kroky polské strany reagovali Rusové, když v lednu 1919 vpochodovala nově zformovaná Západní armáda pod velením Alexandra Mjasnikova do Vilna a Minsku. 12. ledna pak byl nařízen hloubkový průzkum k linii Němen-Ščara. Na nově dobytém území byla založena Litevsko-běloruská socialistická republika (Lit-Běl). Polská armáda se dala do pohybu 9. února ve dvou skupinách. Severní postupovala k Baranavičy a Jižní na Pinsk. První srážka mezi armádami se odehrála 14. února v městečku Bereza Kartuska. Dne 16. února se pak mezi sebou střetly u měst Grodno a Kobryn. Následující dva měsíce se odehrály v režii pozičních přesunů a zabezpečování pozic. První velkou akcí se tak stala až Vilenská operace z dubna 1919.

### Vilenská operace

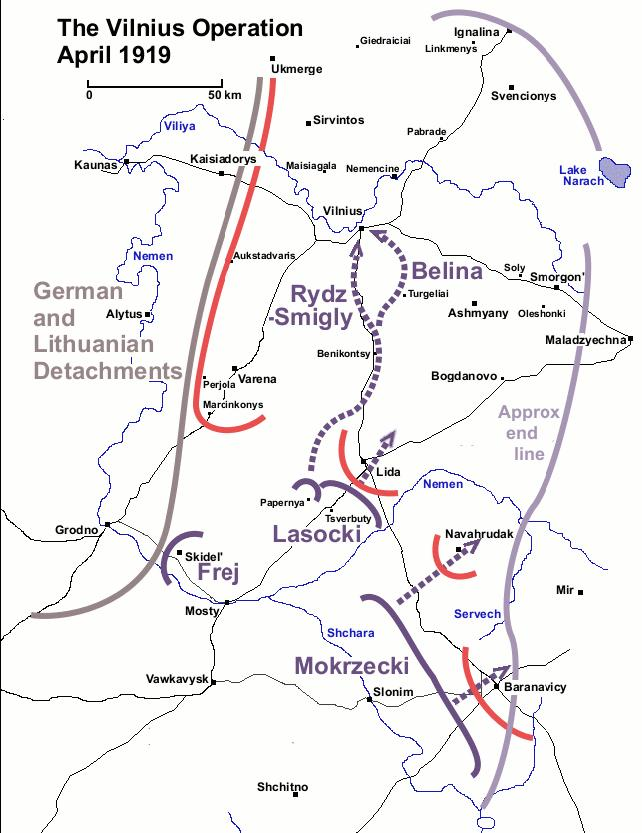
Vilenská operace

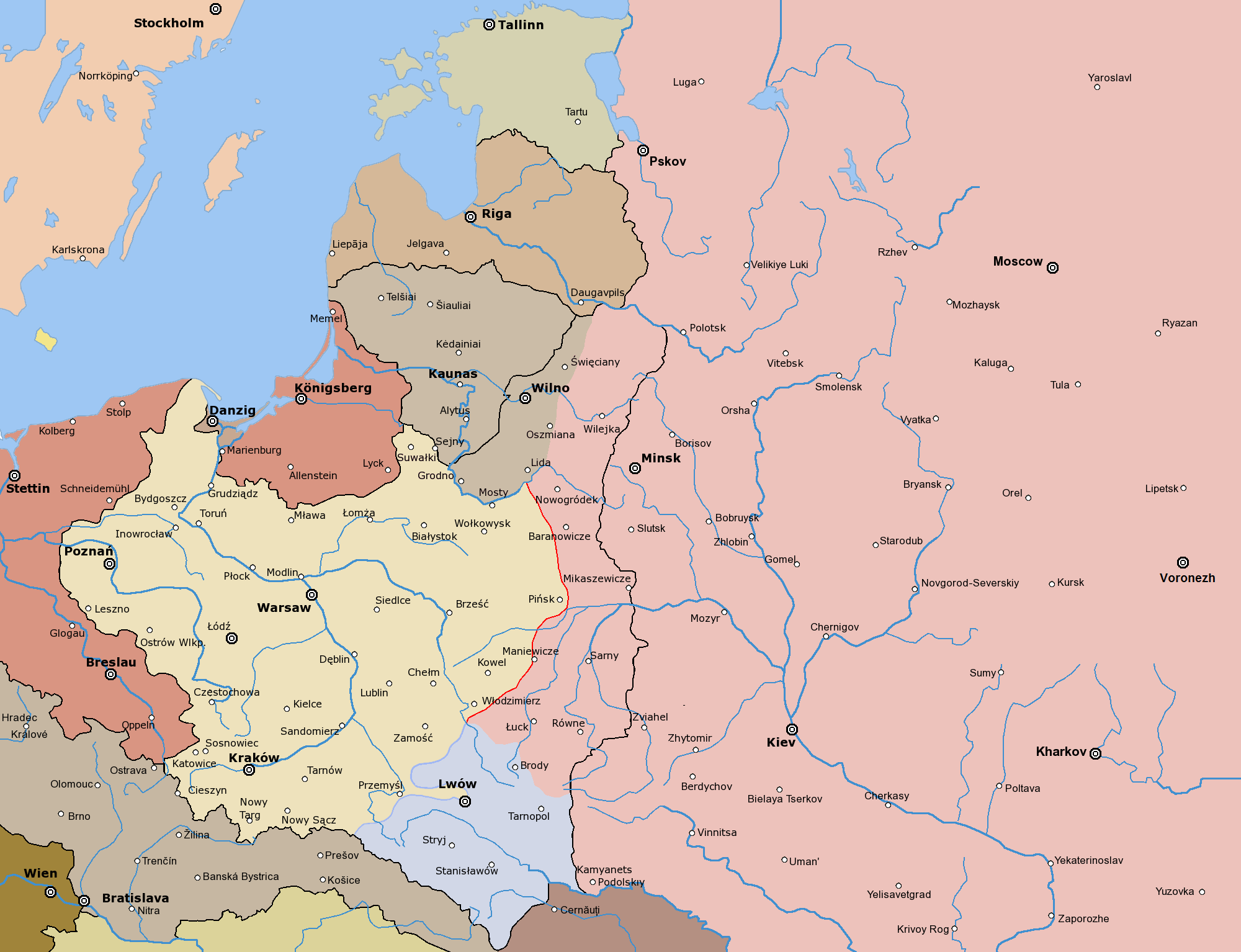
Mapa oblasti k březnu 1919

Piłsudski začal řídit frontové operace od svého příjezdu na frontu 15. dubna. Jeho záměrem bylo využít nepřipravenosti sovětských sil, vrazit klín mezi uskupení ve Vilnu a Lidě a následně obsadit samotné Vilno. Na podpoření tohoto plánu byly tajně přemístěny dvě pěší divize a jízdní brigády do Papierni. Na odvrácení pozornosti sovětského velení provedli generálové Lasocki a Mokrzecki útoky proti Lidě, Novogrudoku a Baranavičy. Levé křídlo postupujících vojsk měl krýt plukovník Freye.
Vlastní operace začala 16. dubna. Jako první vyrazila z prostoru Papierni jízdní skupina plukovníka Beliny-Prażmowského, celkem devět švadron s lehkou baterií dělostřelectva. V druhém sledu následoval generál Śmigły-Rydz s třemi prapory 1. pěší divize a dvěma bateriemi těžké artilerie. Překročili potok Dziłwa a bez většího odporu postupovali na Vilno. 17. dubna stál Beliny-Prażmowski v Turgiele, odkud vstoupil do Vilna z jihovýchodu. Śmigły-Rydz mezitím se svojí pěchotou urazil 64 kilometrů za dva dny a usídlil se v Bienankonii, čímž přerušil spojení mezi Vilnem a Západní divizí polských střelců (Poláci sloužící v Rudé armádě), kontrolující oblast Lida-Baranoviči. 18. dubna se Belina-Prażmowski rozhodl využít moment překvapení, nečekal na podporu pěchoty a vzal Vilno útokem. K útoku došlo na druhý den, kdy v šest hodin ráno zaskočila polská jízda sovětské obránce, obsadila životně důležité nádraží i s vlakem, který následně poslali po trati pro pěchotu. Polští jezdci se pak rozprostřeli po městě čímž znesnadnili sovětské posádce možnost protiútoku. K večeru začala do města přijíždět na vlaku pěchota a Sověti byli nuceni se stáhnout za řeku do severních předměstí. Po dvou dnech dalších bojů byla Pskovská divize vytlačena z města. 21. dubna pak přijel do nyní již polského města sám Piłsudski a o den později vydal prohlášení k občanům Litvy, kde připomněl staré svazky mezi Polskem a Litvou a ubezpečil je, že jim zaručuje možnost uspořádání si svých záležitostí, národnostních a náboženských problémů bez zásahu ze strany Polska. Vláda Lit-Bělu se musela stáhnout do Minska a Mjasnikov byl odvolán z čela Západní armády.
I skupiny generálů Lasockého a Mokrzeckého zaznamenaly vítězství. Byly dobyty všechny tři cíle (Lida, Novogrudok a Baranoviči) a Západní divize byla nucena zaujmout obrannou linii na řece Němen.

### Běloruská operace
Poláci, povzbuzeni úspěchem na frontě, se rozhodli před příchodem zimy využít své iniciativy a zasadit Západní armádě další úder. Cílem této operace bylo město Minsk. Operaci velel velitel Severní skupiny generál Stanisław Szeptycki. V červnu 1919 mu byly přisunuty čerstvé posily, hlavně Poznaňská armáda. Celková síla jeho skupiny se pohybovala okolo 12 000 pěšáků, 2 000 jezdců a 40 děl. Soustředění hlavní skupiny proběhlo okolo města Molodečno. Plánem byl rozsáhlý obchvat sovětských pozic. Jedna jízdní brigáda měla vyrazit severním směrem a odstřihnout město od železničního spojení. Oddíly generála Lasockého měly vyrazit z Nalibockého pralesa z jihu. Zbytek sil vedených generálem Mokrzeckým měl vyrazit přímo na Minsk. Operace začala v prvním srpnovém týdnu. Rudá armáda zaujala obranné postavení v Radoškovicích na Minské pahorkatině, avšak záhy byla vytlačena. Po přerušení železničního spojení byli rudoarmějci odříznuti od posil a byli nuceni ustupovat. 8. srpna padl samotný Minsk. Poláci postupovali až k řekám Dvina a Berezina, kde se fronta zastavila. Piłsudski vydal rozkaz o zastavení útoku, neboť polská armáda držela všechny důležité uzly v příhraničí a neměla se k dalšímu postupu. S počínajícím podzimem nastal čas k vyjednávání.

### Polsko-sovětská jednání a Děnikin

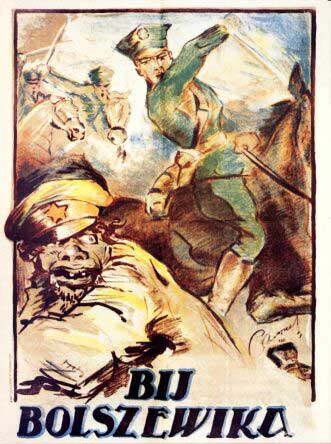
Polský propagandistický plakát Bij bolševika

Na podzim roku 1919, kdy počasí nedovolovalo větší útočné operace, došlo k několika schůzkám zástupců obou znesvářených stran. První z nich byla tzv. bělověžská schůzka, která proběhla již před začátkem běloruské operace. Hlavním vyjednavačem Sovětského Ruska zde byl Julian Marchlewski, polský komunista v ruských službách. Schůzka proběhla v Bělověžském pralese na přelomu června a července. Nebylo zde domluveno skoro nic, snad jen příprava na možnou výměnu zajatců. Marchlewski se vrátil zpět za frontu 30. července. K další schůzce došlo až 11. října, a to v Mikaszewicích na styku front mezi Poláky, rudoarmějci, Ukrajinci a bělogvardějci. Polskou výpravu vedl Michal Kossakowski, ruskou opět Marchlewski. Jednání se vedlo za značných ústupků Sovětů. 2. listopadu byla podepsána dohoda, zajišťující jednostranné propuštění polských zajatců, druhá z 9. listopadu pak vzájemnou výměnu civilních zajatců. Došlo i k vyjednávání o možném míru, to však selhalo na neochotě obou stran splnit některé požadavky. Obě strany se rozešly 14. prosince. Mezitím 8. prosince Nejvyšší spojenecká rada stanovila provizorní východní hranici Polska – tzv. Curzonovu linii. Obě strany se však v této době nehodlaly řídit rozhodnutím tak vzdáleného orgánu, a proto boje pokračovaly dále.
V této době také probíhal pokus bělogvardějského generála Antona Ivanoviče Děnikina o vyjednávání s Varšavou. 13. října, právě v době zahájení sovětsko-polské schůze, dobyl Orel, 17. října pak Novosil, následně ale při postupu na Moskvu utrpěl několik zdrcujících porážek. Za této situace se obrátil na Piłsudkého s žádostí o koordinaci obou armád. Piłsudski ale odmítl, neboť v bělogvardějcích viděl přinejmenším stejné ohrožení polské nezávislosti jako od bolševiků (sám Děnikin stále trval na nějaké formě rusko-polské státní formace). Přitom údajně řekl svému spolupracovníkovi: „S obnovením Ruska nemůže mít Polsko nic společného. Raději všechno jiné než to.“

### Dunaburská operace

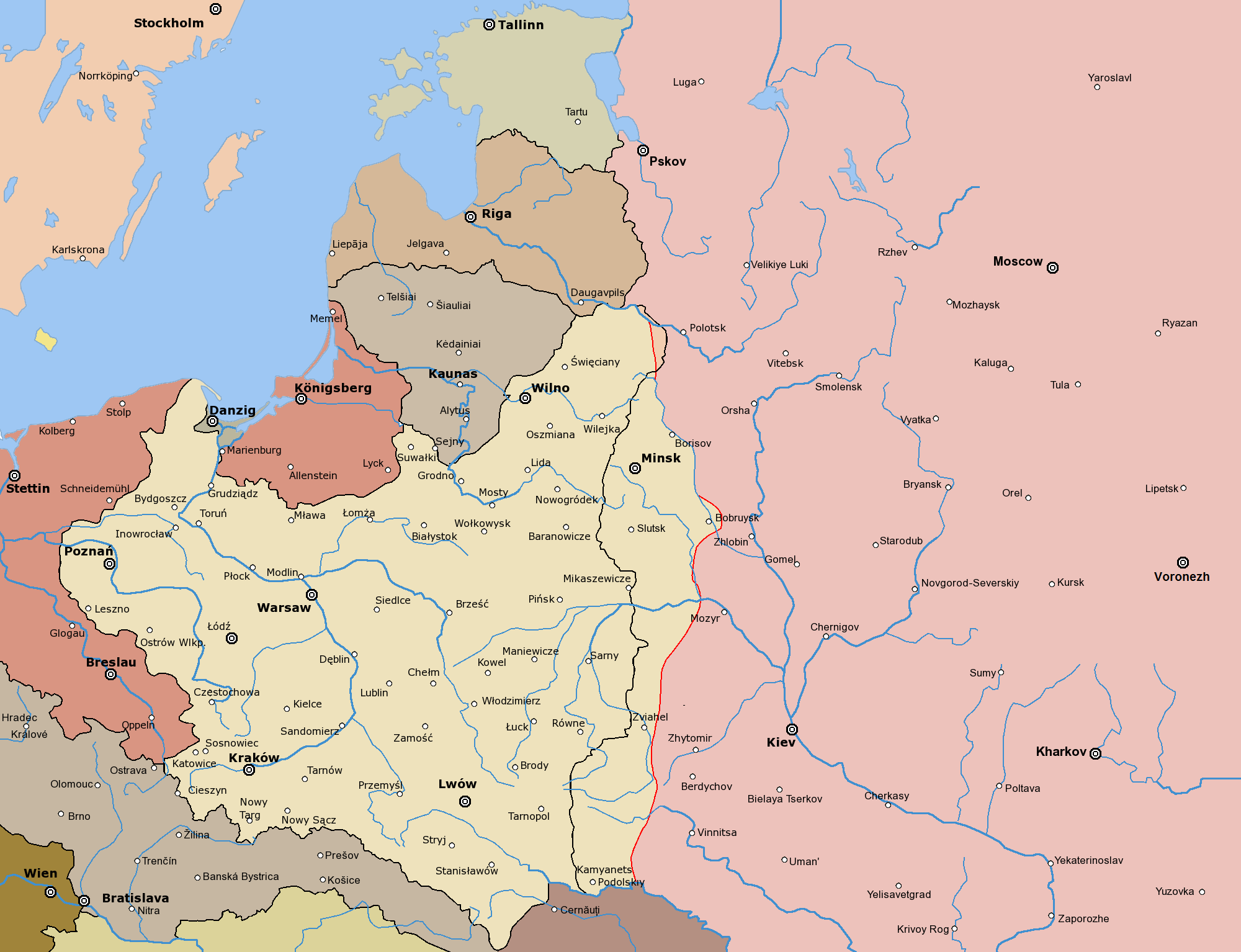
Mapa oblasti k lednu 1920

Po neúspěšném jednání se Poláci rozhodli provést, po dohodě s lotyšskou národní armádou, útok na město Dunaburg (dnešní Daugavpils), ležící na pravém břehu řeky Dviny. Jednání o společné lotyšsko-polské operaci začala již v říjnu, kdy se sešel lotyšský ministr zahraničí s Piłsudským. Chystaná akce dostala krycí jméno Operace Zima a měla začít 15. prosince. Kvůli těžkostem a neochotě lotyšské vlády však byla odložena na leden. Lotyšská armáda měla zajistit 10 000 mužů, kteří by podporovali 30 000 mužů generála Śmigły-Rydze. Útok započal 3. ledna 1920, kdy Poláci zaútočili přes zamrzlou Dvinu. 1. pěší divize odřízla město od severu, zatímco 3. legionářská divize útočila přímo na sovětské obranné pozice. Rudoarmějci byli nuceni 5. ledna pod tlakem město opustit a stáhnout se na západ, kde byli obklíčeni lotyšskou armádou. Piłsudski pak oficiálně předal Dunaburg Lotyšské republice.

## Rok 1920

### Situace na počátku roku

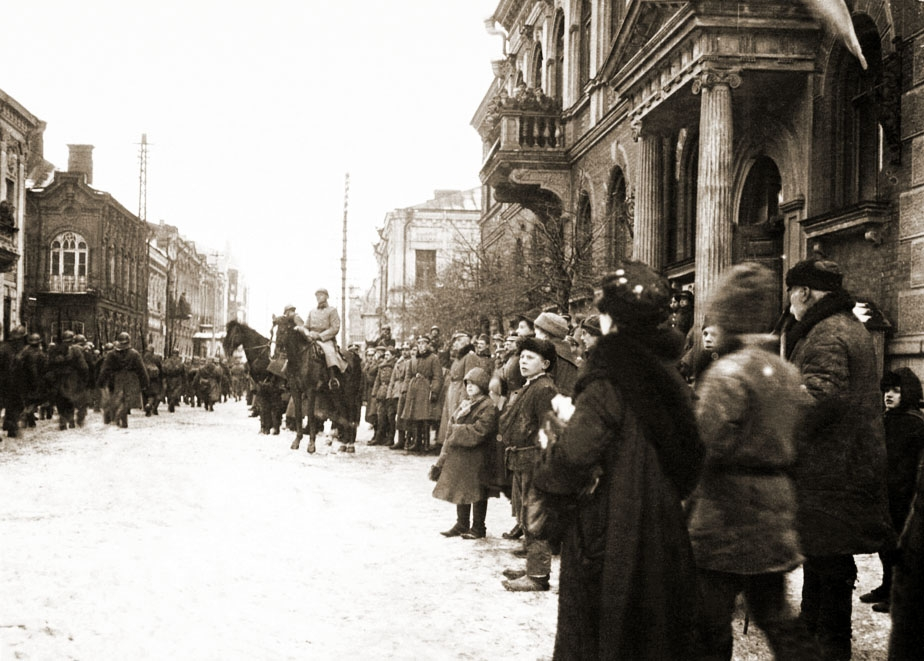
Polská vojska vstupují do Daugavpilsu v lednu 1920

Rok 1920 přinesl velké změny na polsko-sovětské frontě. Rudá armáda se začala vymaňovat z boje na mnoha frontách. 12. prosince 1919 dobyla Kyjev a Děnikin byl nucen ustupovat směrem na Krym. 2. února 1920 byla podepsána mírová smlouva v Tartu, která ukončila boje s estonskou národní armádou, a 7. února byl v Irkutsku popraven admirál Kolčak. Naskytla se tak možnost posílit západní frontu. Došlo k spojení XV. (Lotyšské), XVI. (Západní) a XII. (Volyňské) armády pod hlavičku Válečné rady velitelství sjednoceného Západního frontu. K 1. lednu 1920 měla Rudá armáda v oblasti Západní armády jen 4 pěší divize a 1 jízdní brigádu, 25. dubna pak už 20 pěších divizí a 5 jízdních brigád. Posílen byl především severní úsek fronty – jednotky se seskupovaly v oblasti Vitebska a Orši a v oblasti Gomelu a Mozyru v Polesí.
Poláci posilovali své pozice. Francouzská vláda uvolnila Polsku půjčku 375 milionů franků a umožnila jim nakupovat vojenský materiál. Také vláda USA zajistila půjčku ve výši 56 milionů dolarů. Problémy mělo Polsko hlavně s transportem zbraní do země. Existovaly jen tři trasy – přes Československo, Německo a po moři přes Gdaňsk. První trasa byla kvůli sporům o Těšínsko přerušena, druhá přes Německo později také a třetí byla neustále ochromována stávkami německých dělníků v Gdaňsku. Po ukončení okupace Pomořan a plebiscitu v Horním Slezsku a na Těšínsku bylo možno přesunout místní síly na frontu. Taktické rezervy se soustřeďovaly ve Vilnu, v Grodně a v Kamenci Podolském. K 19. dubnu proběhla také reforma velících orgánů. Józef Piłsudski byl povýšen na maršála. Fronty nahradila armádní velitelství – I. armáda (Bělorusko / gen. Żygadłowicz), II. armáda (Volyň / gen. Listowski), IV. armáda (Polesí / gen. Szeptycki) a VI. armáda (Halič / gen. Iwaszkiewicz-Rudoszański) Poláci navíc hledali podporu v okolních státech. Jednalo se především o možnou spolupráci s pobaltskými státy. Polští delegáti se účastnili konference baltských států v Helsinkách. I přes dobré vztahy s Finskem a Lotyšskem se nepodařilo prosadit spolupráci, a to kvůli odporu Litvy a nezájmu Estonska.

### Strategické plány
O sovětském strategickém plánu se rozhodlo na poradě ve Smolensku. Účastníky byli velitel Západního frontu generál Vladimir Gittis, vrchní velitel Rudé armády Sergej Kameněv a náčelník operačního štábu Boris Šapošnikov. Oblast měla být výrazně posílena – 15 divizí (99 000 mužů) se soustředí na řece Berezina, další tři divize (27 000 mužů) v Polesí a čtyři (39 000) ve Volyni. Jihozápadní front měl být posílen I. jízdní armádou, přemístěnou z Kavkazu. Plánovaná ofenzíva měla nastat v dubnu, hlavními cíli byly města Vilno a Lida, krycí útok měl být proveden v oblasti Polesí.
Polský strategický plán připravil v únoru generál Tadeusz Kutrzeba. Sestával z rychlého útoku na jižní části fronty (na Ukrajinu), kde dříve končila zima, a tímto úderem narušit mobilizaci ruských rezerv v oblasti a také přerušit dodávku potravin z úrodné Ukrajiny. Byl také připravován na duben, kdy měla být polská armáda uvedena do stavu pohotovosti „k umožnění definitivního rozřešení ruské otázky“.

### Kyjevská operace

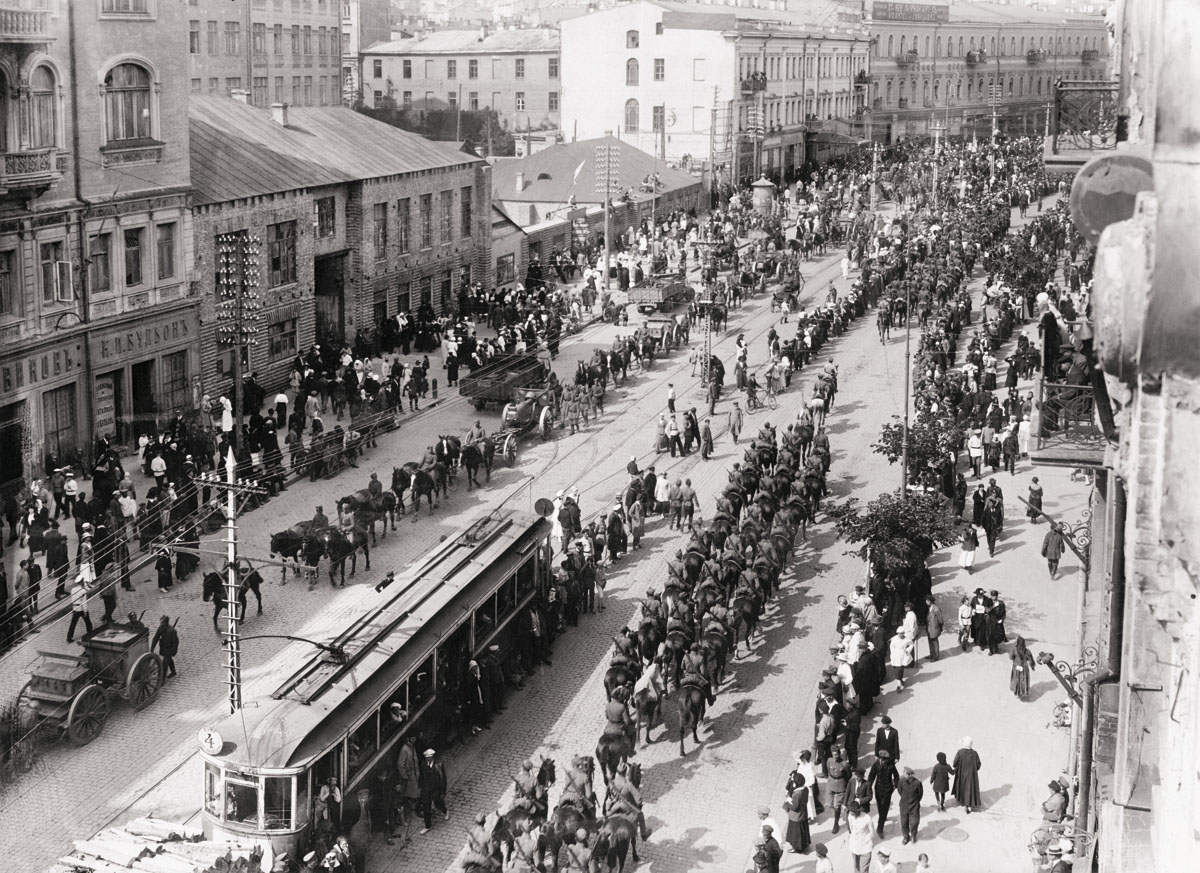
Polské jednotky v Kyjevě

Úvodní tah provedla polská strana. První kroky ke vpádu na Ukrajinu byly podniknuty již v březnu, kdy byl obsazen Mozyr (5.3.), Kalinkoviči (6.3.) a Šačilky (7.3.). Rusové se zformovali 19. března k neúspěšnému protiútoku proti městu Žlobin, kde nasadili i ukořistěné britské tanky Juděničovy armády. 14. dubna byli všichni polští důstojníci převeleni z výcvikových škol na frontu. 17. dubna pak polský generální štáb vydal rozkaz, aby armády zaujaly své výchozí pozice na frontě a byly připraveny rozvinout útok na Kyjev. Poláci považovali za nemožné okupovat celou Ukrajinu, potřebovali tedy politického spojence, který by byl schopen nastolit v oblasti vlastní vládu a vyvázat tak polské jednotky. Tímto spojencem se stal Semjon Petljura, ukrajinský nacionalista a vůdce direktoria Ukrajinské národní republiky, jehož armáda byla v posledních letech decimována rudoarmějci, bělogvardějci a dokonce i samotnými Poláky. Politická dohoda byla podepsána 21. dubna ve Varšavě, vojenská pak 24. dubna.
Hlavními silami operace byly III. armáda gen. Śmigłyho-Rydze, s hlavním stanem v Novgorodu Volyňském, II. armáda (gen. Listowski / Šerepovka) a VI. armáda (gen. Iwaszkiewicz / Ploskirov), bojů se měly účastnit i dvě neúplné ukrajinské divize. Proti nim stály jen dvě rudoarmějské armády, a to XII. (gen. Mežanin / Kyjev) a XIV. (gen. Uborevič). Sověty navíc oslabila vzpoura dvou haličských brigád, z nichž jedna přešla na polsko-ukrajinskou stranu kompletně. Ofenzíva byla zahájena 25. dubna. Ochromená Rudá armáda prakticky nekladla odpor a byla tlačena polským náporem. 26. dubna dobyli Poláci Žitomir a Korosten, 27. pak padl Berdičev a Kazatin. Poláci se po prvotních úspěších rozhodli reorganizovat a dopřáli tak Sovětům týden k provedení ústupových akcí. Kyjev byl evakuován 6. května, o den později tam triumfálně vstoupili polští vojáci. Ataman Petljura se ihned dostal k moci a spolu se svými stoupenci vyhlásil Kyjev za hlavní město Ukrajinské lidové republiky. Posledním postupem polské armády bylo obsazení Brovar z 12. května.

### Sovětská protiofenzíva
Sovětská armáda se z prvotního nezdaru rychle vzpamatovala. XII. armáda se stáhla do Nežinu, kde ji posílily 25. (Čapajevova) divize a Murtazinova brigáda baškirské jízdy. S XIV. armádou, která v té době stála u Čerkass, se spojila Kotovského jízdní brigáda. Navíc byly doplněny všechny pluky těchto dvou armád. Navíc byla do oblasti převelena I. jízdní armáda (Konarmija) generála Buďonného. Plán protiofenzívy byl vrazit klín mezi III. a VI. armádu pomocí I. jízdní armády, zatímco oddíly baškirské jízdy měly prorazit frontu na severu a obsadit Korosten. V útoku je měla podporovat nově zformovaná Fastovská skupina, pod velením generála Jakira, která měla zahájit frontální útok na postavení III. armády u Bílé Cerekve.
Operace byla zahájena 27. května, kdy se pokusila I. jízdní armáda provést průlom na frontě. Jenže útoky jezdectva na pozice dobře zakopané pěchoty nebyly dostatečně účinné. Obranná linie u měst Kuratov a Lipovec nebyla dobyta, navíc polský protiútok z 2. června dokázal zajmout dva sovětské obrněné vlaky. Ten den se sešel velitelský sbor Konarmije a rozhodl o změně strategie. Místo širokých jezdeckých útoků měly být nasazeny menší úderné jednotky proti každému opevněnému bodu zvlášť. 5. června se nakonec průlom zdařil. Průlomu se účastnily 3 ze 4 divizí Konarmije, 14. u Samgorodok, 4. u Ozernu a 11. u Sněžnu, 6. pak byla v rezervě. I na ostatních úsecích fronty se rudoarmějcům dařilo. Baškirkové přerušili železniční trať do Korostenu, Fastovská skupina dobyla Bílou Cerekvi a III. armáda byla obklíčena. 7. června padl Žitomir, kde bylo osvobozeno na 5000 ruských zajatců. Stejný den padl i Berdičev. Poté se však první jízdní armáda stáhla k přeskupení a doplnění zásob, což umožnilo III. armádě se stáhnout směrem ke Korostenu, VI. směrem na jih a II. se konsolidovat. Průlom byl znovu uzavřen, avšak ruská ofenzíva se valila dál. 26. června padl Novgorod Volyňský.

## Boje v Polsku

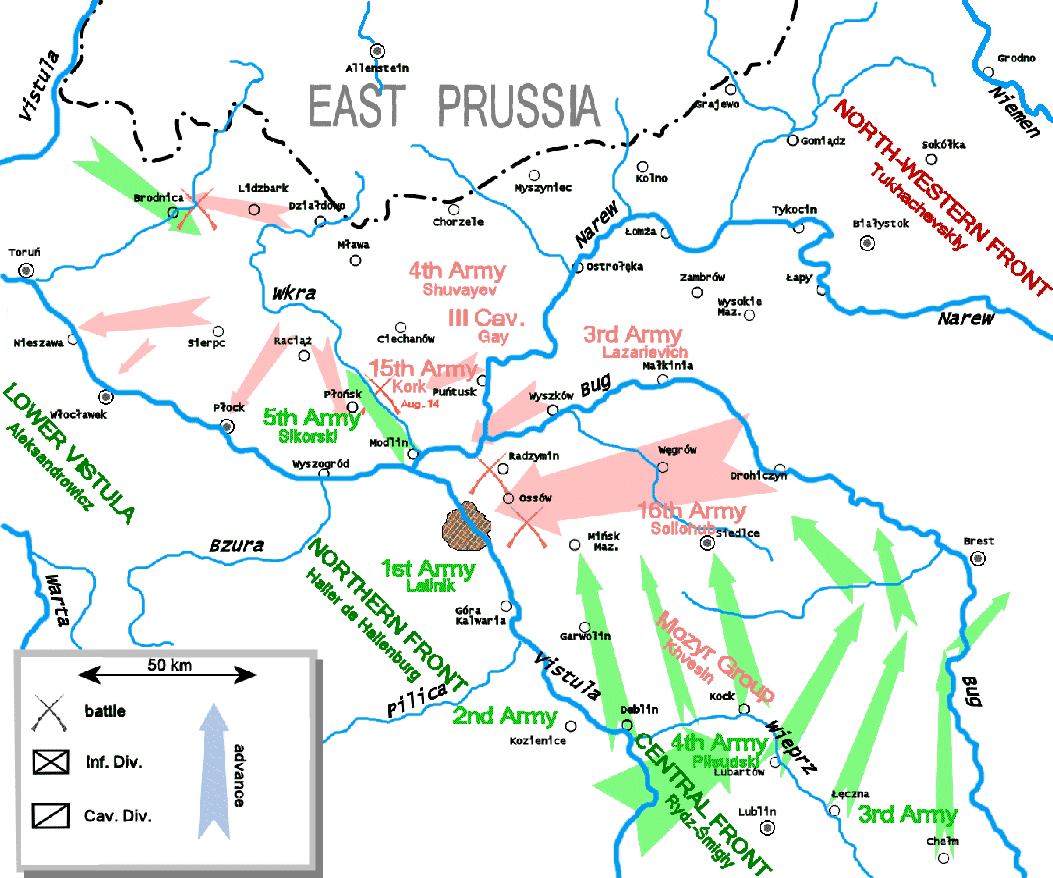
Polský protiútok, tzv. zázrak na Visle

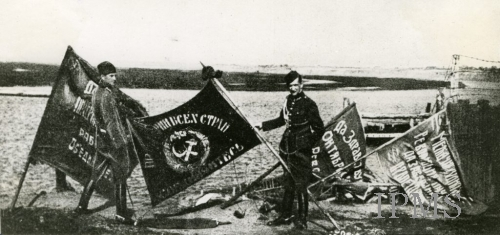
Polské jednotky s ukořistěnými ruskými zástavami po bitvě o Varšavu

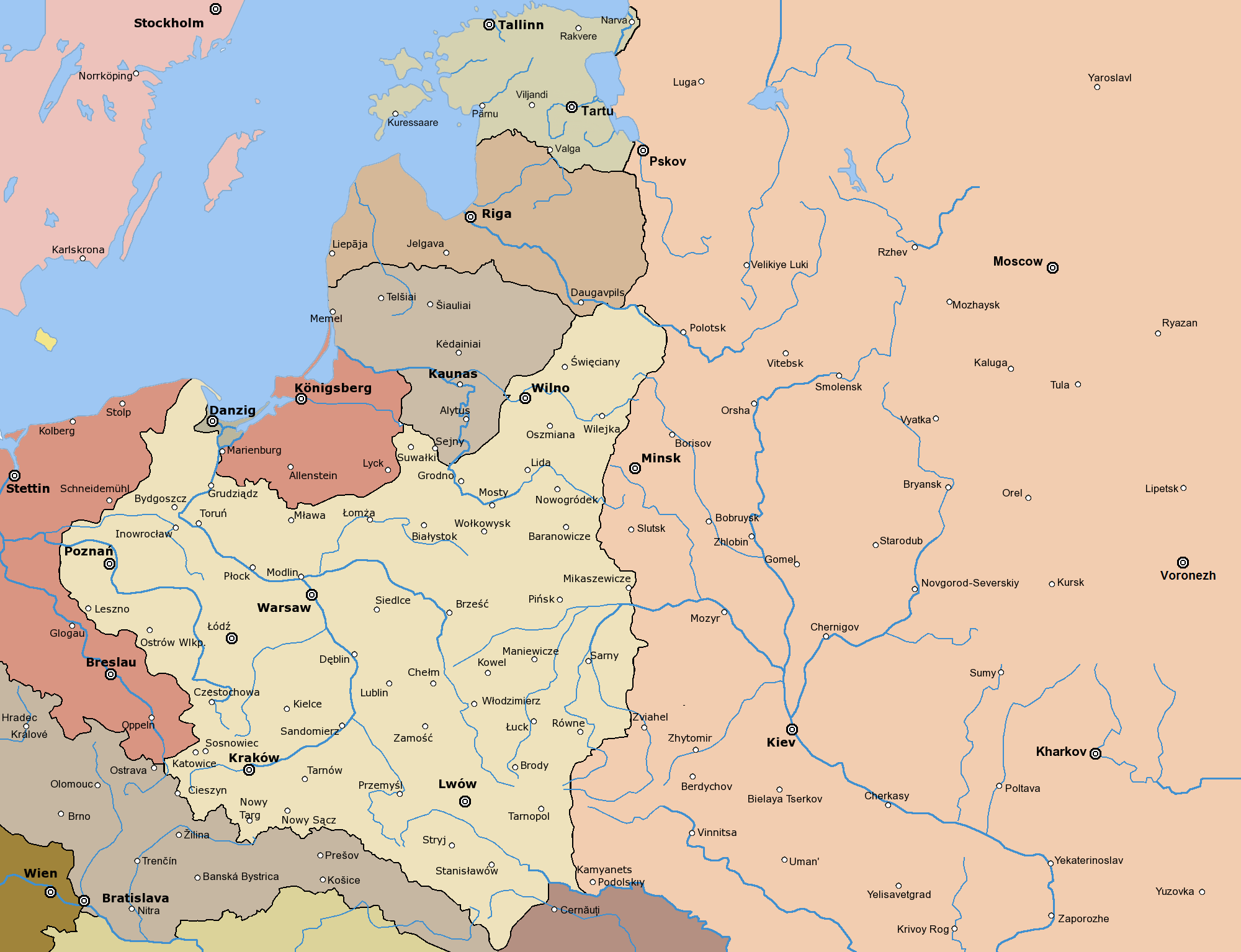
Výsledné hranice Polska určené válkou

Na červenec byla naplánována celofrontová ofenzíva, jejímž cílem bylo dobytí Varšavy a tím zničení polské armády. Na sovětské straně se jí účastnili IV. armáda (gen Sergejev / Dvina), XV. armáda (gen. Kork / Polotsk), III. armáda (gen. Lazarevič / Lepel), XVI. armáda (gen. Dovojnov-Sologubov / Berezina) a Mozyrská skupina (gen. Čvesinov / Mozyr). K této sestavě byl přiřazen i nově zformovaný 3. jízdní sbor generála Gaji Dmitrijeviče Gaje. Proti nim stály I. armáda (gen. Żygadłowicz), IV. armáda (gen. Szeptycki) a Poleská skupina (gen. Sikorski). Ofenzíva započala 4. července ráno, kdy 3. jízdní sbor prošel mezerou mezi 10. pěší divizí a 8. jízdní divizí a 9. července obsadil Święciany. Dne 11. července pak III. armáda obsadila Minsk, 14. července padlo překvapivým útokem 3. jízdního sboru i Vilno (které podle dohod mezi Sověty a Litvou připadlo pod svrchovanost tohoto pobaltského státu). 19. července zaútočily ruské síly na Grodno. Polské vedení zde začalo stahovat své zálohy, čímž ale oslabilo jižní křídlo fronty, kde následně prorazila III. a XVI. armáda. Grodno bylo obklíčeno a 22. července se muselo vzdát. Do zajetí tehdy padlo na 5 000 Poláků. Zajímavostí je i nasazení tanků při obraně města (byly nasazeny dvě roty, avšak z obklíčení prorazily jen dva tanky). Na jižním úseku fronty překročila Rudá armáda řeku Stryj. 30. července stála na linii Osowiec-Suwałki-Lomż-Augustów a 3. srpna dosáhla Brestu Litevského. Polští komunisté téhož dne založili Prozatímní polský revoluční výbor v čele s Julianem Marchlewským. Tento výbor se měl stát zárodkem nové, rudé vlády v Polsku.
12. srpna stáli bolševici 45 a 13. pak jen 19 kilometrů od Varšavy. Jejich útok na Varšavu však skončil naprostým debaklem: polská armáda zaskočila Tuchačevského jednotky rozsáhlým protiútokem a připravila jim zničující porážku (tzv. Zázrak na Visle). Navíc v Rusku vypuklo povstání v Tambovské gubernii a na Kavkaze, což zkomplikovalo postavení Rudé armády.

## Závěr
Tuchačevský narychlo sestavil ze záloh nové bojové uskupení, s nímž se pokusil zastavit nástup Poláků, nicméně v září utrpěl ještě drtivější porážku v bitvě na řece Němen a fronta se na ruské straně zhroutila. V říjnu padlo do polských rukou nejen Vilno, ale dokonce i Minsk a Korosteň a polské síly se po rozdrcení i sovětské jižní XVII. armády začaly připravovat k útoku na Kyjev. Mnohem větší starost než sovětský odpor jim v tu chvíli dělal nátlak Západních mocností, které požadovaly ukončení bojů a návrat k jednacímu stolu.
21. září sovětská vláda oznámila, že je připravena znovu začít jednat s Poláky o míru. Dne 12. října bylo v Rize podepsáno příměří a stanoven rámec mírové dohody, která akceptovala většinu polských požadavků. Tzv. Rižský mír byl podepsán 18. března 1921. Polsko získalo města Vilno, Lidu, Baranoviči, Rovno a Pinsk, navíc Sověti museli uznat nezávislost Ukrajiny a Běloruska (tento bod však nebyl respektován a do měsíce byly obě tyto země znovu zcela pod kontrolou Rudé armády).